# Suceuse
Une suceuse ou un aspirateur à sédiment est un engin permettant d'aspirer les sédiments sous l'eau.

## Usages

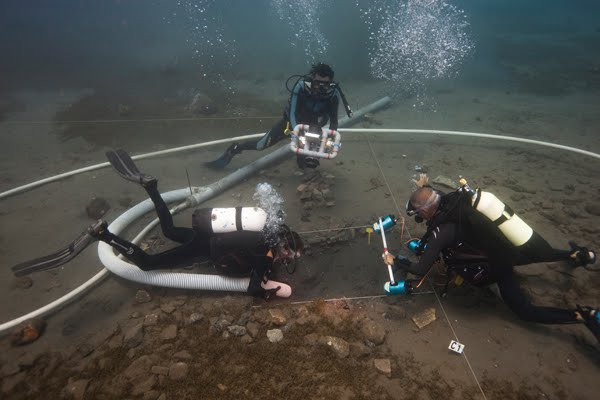
Photographie d'une suceuse à sédiment en pleine utilisation

La suceuse est utilisée par exemple pour dégager des vestiges archéologiques sous-marins, faciliter le prélèvement de coquillages (couteaux), étudier les micro-organismes du fond marin, récolter du sable.

## Principe de fonctionnement

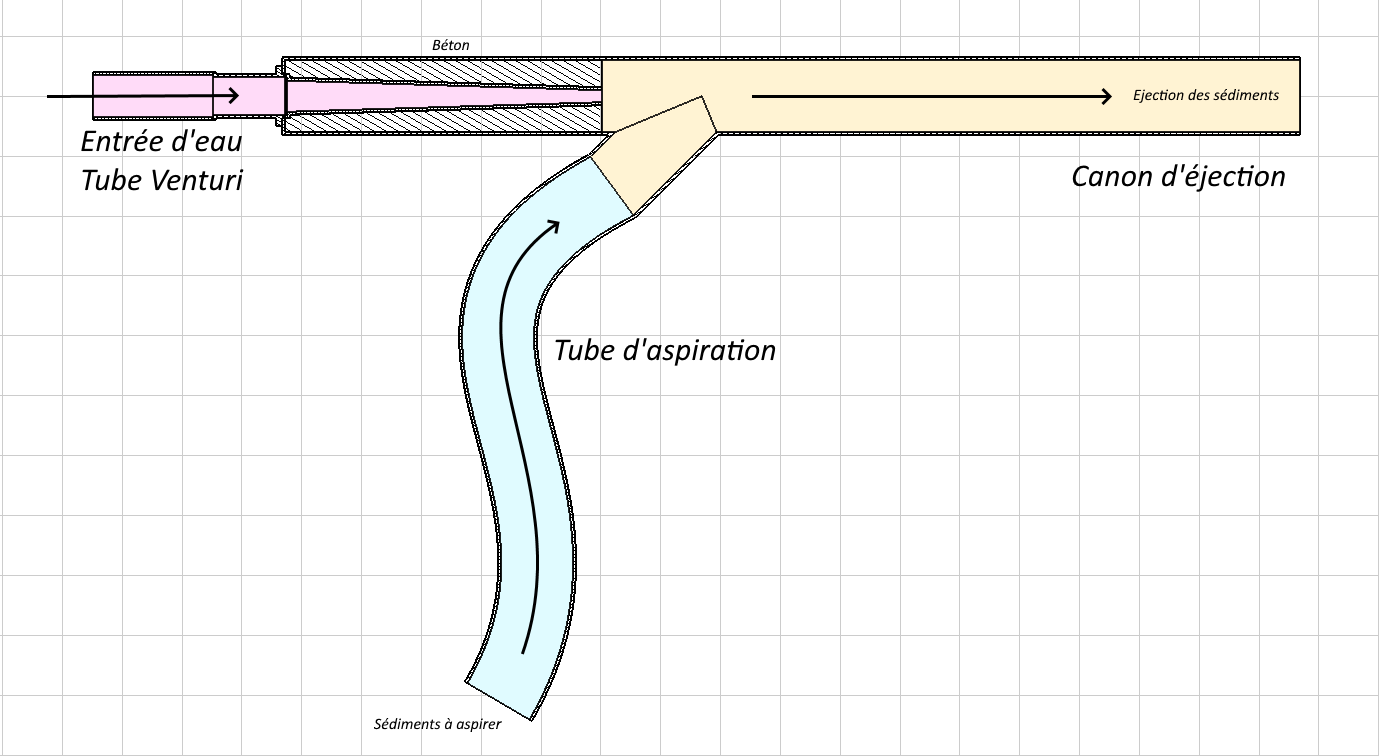
Schéma de coupe d'une suceuse à sédiment

Le principe de fonctionnement d’une suceuse à sédiment repose sur l’effet venturi dans un tube d’eau.
Une motopompe est reliée à un embout de lance à incendie afin de créer un courant puissant dans le tube rigide où celle-ci est imbriquée. Ce courant, par applications des équations de la mécanique des fluides, génère une aspiration importante dans le tube souple raccordé. Ceci permet ainsi d’aspirer les sédiments en bout du tube souple et de pouvoir ensuite les rejeter en dehors du tube rigide. Ce genre d’aspirateur à sédiment présente l’avantage de pouvoir enlever de gros volume de sédiments et fonctionner à des profondeurs importantes. Cependant il nécessite une source d’eau sous pression (motopompe).
On utilise l’équation de Bernoulli {\displaystyle P+{\frac {1}{2}}\rho v^{2}=cst} couplée à l’équation de continuité {\displaystyle A_{1}V_{1}=A_{2}V_{2}} afin d’obtenir la formule suivante décrivant l’effet Venturi : {\displaystyle P_{1}-P_{2}={\frac {1}{2}}\rho (v_{2}^{2}-v_{1}^{2})}.

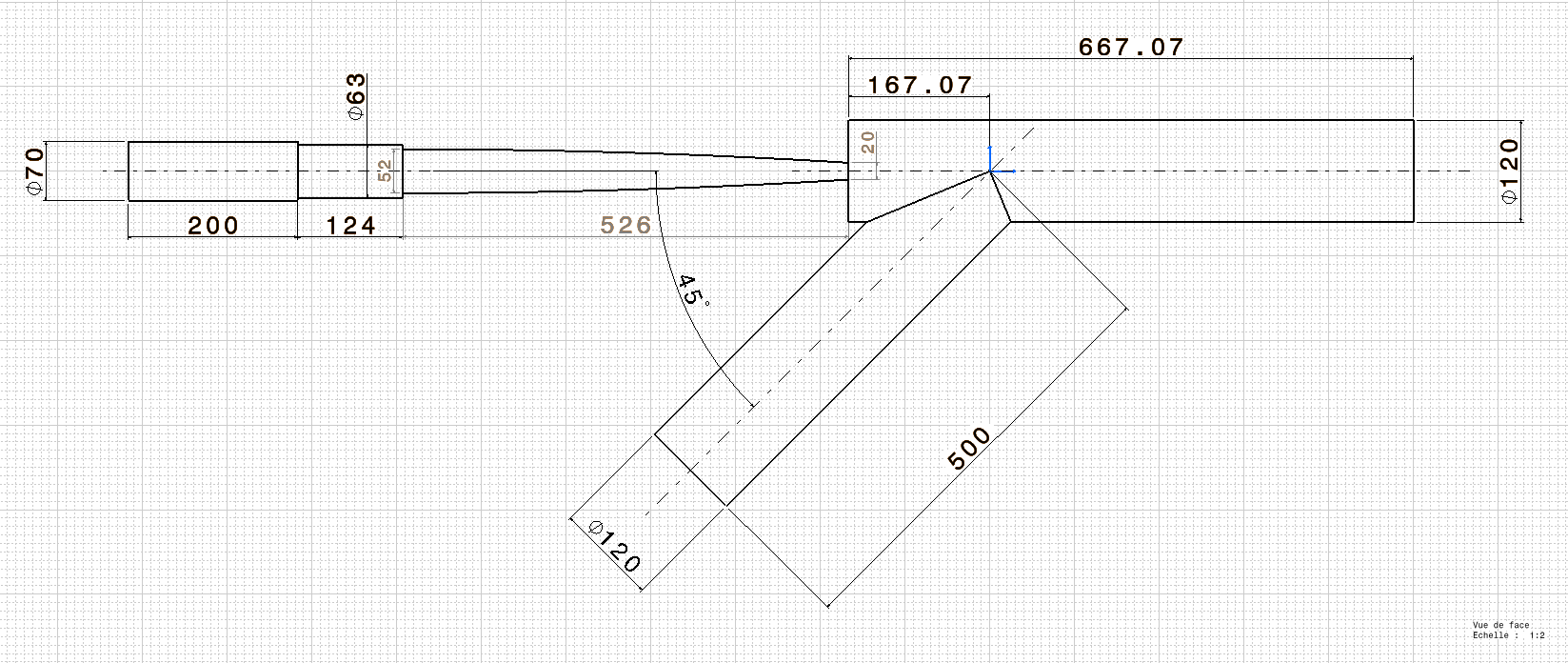
Dimensions de la suceuse utilisée par l'association ARESMAR

On observe donc que la pression est la plus faible là où la section est la plus petite et ainsi cette différence de pression crée une aspiration qui attire les sédiments dans le tuyau.  Il est probable que l’aspiration soit effectivement due à un effet venturi important et au déplacement de la masse d’eau dans le tube rigide.
Concernant les mesures, différentes configurations vues dans la suite de cette page existent. A titre d'exemple, l'association ARESMAR) utilise les dimensions suivantes :

## Différent types d'aspirateur à sédiment
Nous pouvons lister, de manière non-exhaustive, toutes les possible formes qui ont été étudiées et documentées concernant l'aspirateur à sédiment. Nous introduirons alors comme notation la suceuse en "Y", dénomination faisant référence à son architecture particulière.

### Les suceuses en "Y"

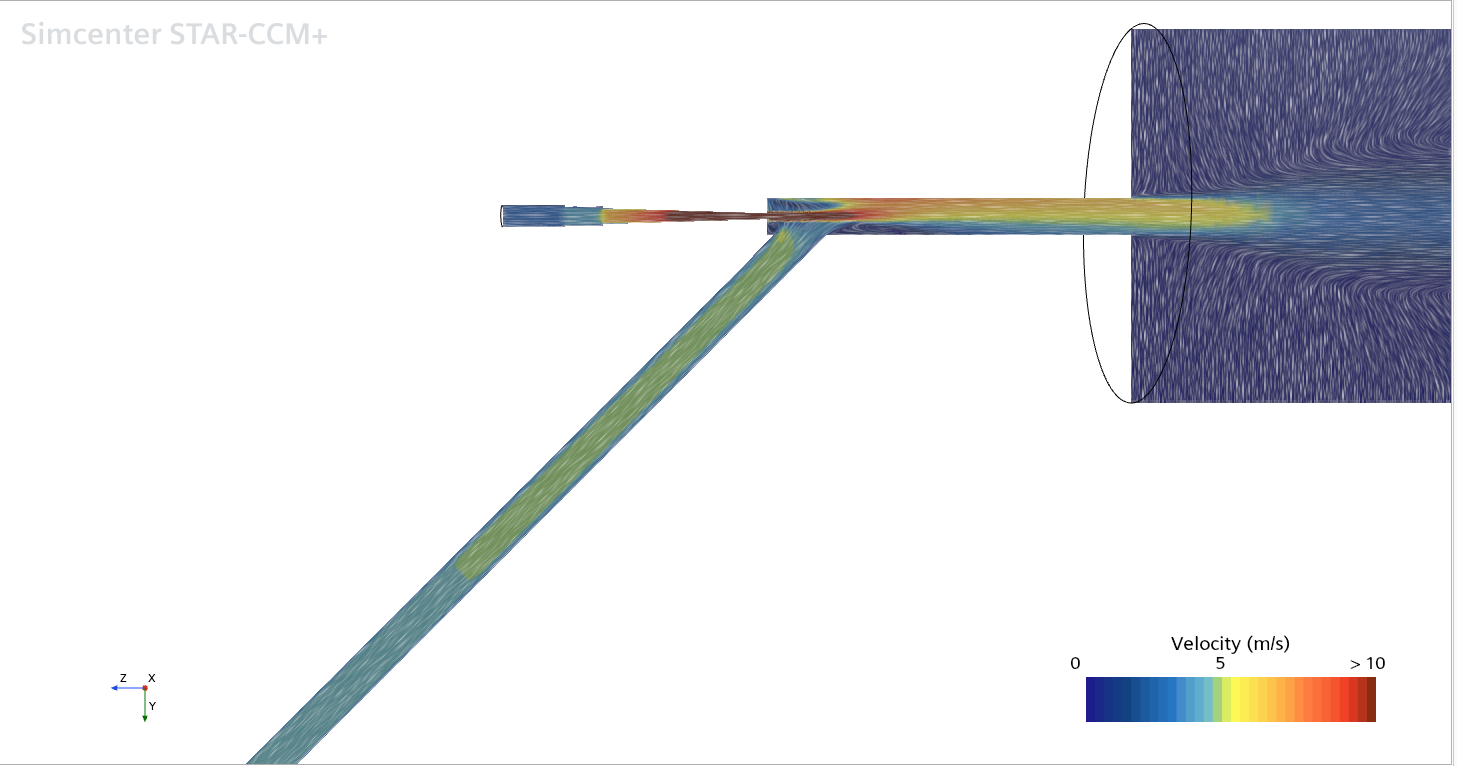
Simulation de mécanique des fluides sur une configuration en Y classique via le logiciel StarCCM, avec un bras d'aspiration de 3m pour un cas d'usage classique

Les suceuses à sédiments (utilisée par exemple par l’association de fouille archéologique sous-marine ARESMAR) sont des suceuses-dévaseuses hydrauliques complètes équipées de manches souples permettant de travailler jusqu'à 30 m de profondeur.
Ce type d'aspirateur composé d’un canon rigide et lourd, pour reposer au sol, est très courant dans l’archéologie sous-marine. Il est possible d'obtenir de bonnes vitesses d'aspiration en repartant simplement d'une configuration d'aspiration classique comme celle présentée par l'association ARESMAR : Entre autres, une inclinaison du bras d'aspiration de 45 degrés, une longueur de lance à incendie de 526 mm, ainsi qu'une longueur du bras d'aspiration de 500 mm.

### Les suceuses en "Y inverse"

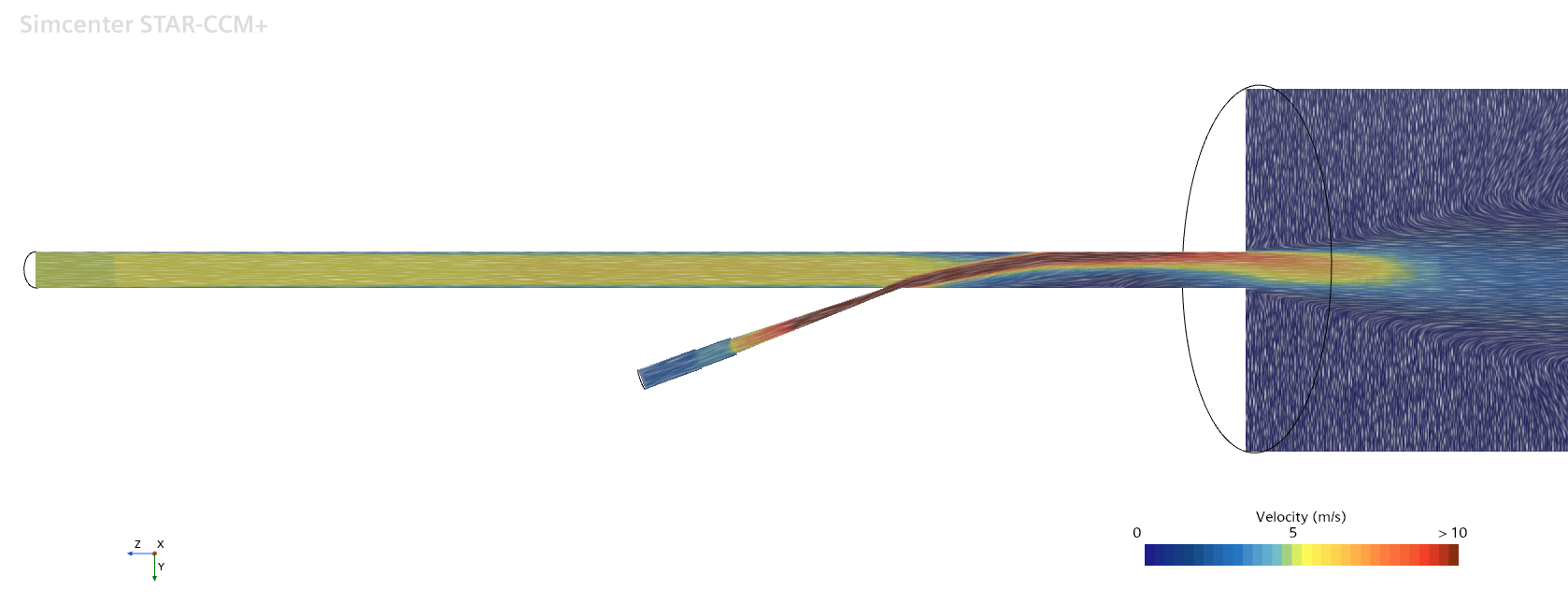
Simulation de mécanique des fluides sur une configuration en Y inverse, avec un bras d'aspiration de 3m pour un cas d'usage classique

Ce genre de suceuses à sédiment conserve la forme architecturale en "Y", mais présente une inversion manche / aspirateur.
Ici, l’aspirateur est connecté au corps du canon, et le manche s’insère dans le canon en Y. Il y a une inversion par rapport aux suceuses en "Y" classique. En pratique, cette configuration d'aspiration est légèrement plus efficace (de l'ordre de 20% plus performante pour un même cas d'usage) et est donc à privilégier. De par son architecture, on peut également imposer un angle d'aspiration plus faible que la configuration classique, ce qui améliore encore les performances.

### Les suceuses en "double Y"

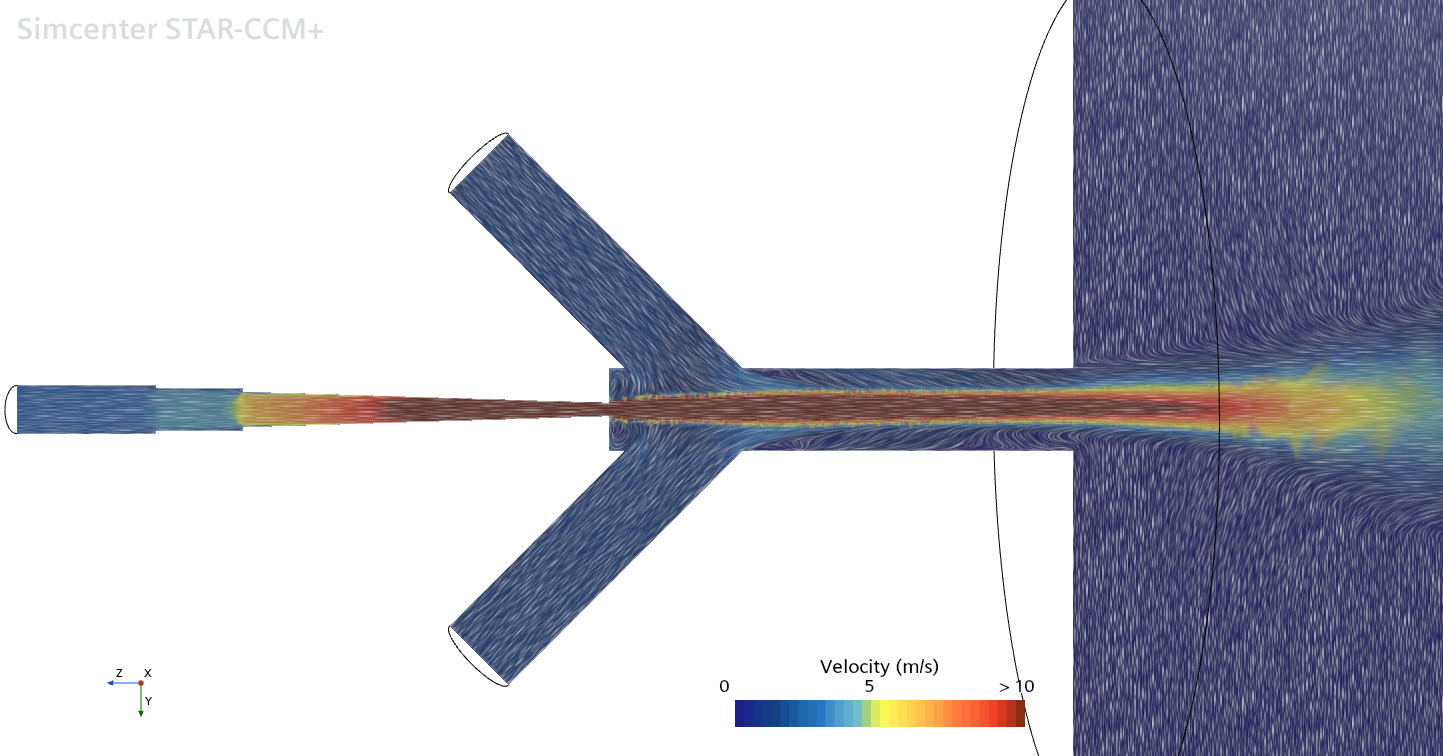
Simulation de mécanique des fluides sur une configuration en double Y

Les suceuses à sédiments que nous appelons en "double Y" sont les suceuses à sédiments qui présentent deux aspirateurs reliés au canon central.
L’avantage de cette solution est d’avoir 2 postes d’aspirations distincts, permettant à 2 opérateurs d’aspirer séparément. De plus, il pourrait être possible d’avoir des diamètres d’aspirations différents entre les 2 aspirateurs, suivant le cas d’utilisation. Le débit d’aspiration d'une sortie est à peu près égale à la moitié de celle en Y.

### Les aspirateurs à air comprimé
Cette solution d’aspirateur de sédiments repose sur une solution technologique différente de celles présentées précédemment. Ces aspirateurs utilisent l'injection d'air comprimé pour créer un flux ascendant dans un tube immergé, ce qui entraîne les sédiments vers la surface. L'air est injecté à la base du tube, crée des bulles qui remontent rapidement et entraînent les sédiments.
L’intérêt de cette solution est qu’elle est très efficace pour les fouilles à grande profondeur et présente une bonne capacité de transport des matériaux lourds et volumineux. Cependant elle nécessite une source d'air comprimé (donc un compresseur) et est moins précise dans le contrôle du débit d'aspiration.

### Les aspirateurs hydraulique
Ce dernier type d’aspirateur utilise la motopompe pour directement générer un flux d’eau aspirant les sédiments. Le tuyau d'aspiration est relié directement à la pompe, qui génère un flux continu d'eau pour transporter les sédiments. La différence ici est que les sédiments passent par la motopompe. L’avantage de cette solution est qu’elle permet un contrôle facile du débit d'eau mais nécessite une pompe plus puissante.

## Les motopompes
Comme nous l'avons observé depuis le début, les motopompes sont indispensables au bon fonctionnement des suceuses à sédiments. Cependant, leur utilisation présente certaines contraintes. La motopompe a une puissance d'aspiration limitée et nécessite une alimentation en énergie, qu'elle soit électrique ou via un moteur thermique.
De plus, le site de fouille pour l'excavation des sédiments dépend de la mobilité de la motopompe. Celle-ci peut être placée sur la terre ferme, embarquée sur un bateau, ou encore installée sur une plateforme flottante afin de rester au plus proche du site d'excavation.
Ainsi, le choix de la motopompe est très important et ne doit pas être sous-estimé.

## Effet environnementaux et nuisances sonores
L'utilisation des suceuses à sédiments est bénéfique pour de nombreux domaines, notamment l'archéologie sous-marine et l'excavation d'échantillons marins. Cependant, leur utilisation présente certains impacts qu'il est crucial de considérer.
Les suceuses déplacent l'eau et les sédiments des fonds marins, ce qui peut affecter les environnements sensibles et fragiles si ces déplacements ne sont pas contrôlés. De plus, les motopompes thermiques génèrent beaucoup de bruit, perturbant tant les humains que la faune sous-marine. Enfin, l'utilisation de moteurs thermiques émet du CO2, un gaz à effet de serre très néfaste pour l’environnement.
Une solution intéressante pourrait être de passer à des moteurs électriques, qui sont silencieux. Cependant, cela poserait le défi de l'alimentation électrique et si la puissance souhaitée est atteignable.

## Lien avec l'orpaillage
Plusieurs parallèles existent avec l'orpaillage. En effet, l'aspirateur à sédiment est assez similaire aux dragues aspiratrices utilisées pour aspirer les alluvions dans le lit du fleuve ou des rivières.